# Ostverlagerung sowjetischer Industriebetriebe im Zweiten Weltkrieg
Die Ostverlagerung der sowjetischen Industriegebiete erfolgte von 1941 bis 1942 aufgrund des deutschen Überfalls auf die Sowjetunion (Unternehmen Barbarossa) im Zweiten Weltkrieg.

## Ausgangslage
Die meisten sowjetischen Industrien und Fabriken befanden sich im europäischen Teil des Landes, da in Sibirien und im Ural extreme klimatische Bedingungen herrschen. Im Westen gab es eine angenehme Temperatur sowie einfache Möglichkeiten, Materialien und Waren zu transportieren.

## Die Evakuierung
Nachdem die deutsche Wehrmacht am 22. Juni 1941 die Sowjetunion überfiel, bewegten sich ihre Truppen im sogenannten „Blitzkrieg“ rapide vorwärts, schneller als die sowjetischen Fabriken neue Waffen, vor allem Panzer für die Rote Armee produzieren konnten. Infolge der großen territorialen Gebietsverluste wurden auf Befehl von Diktator Josef Stalin immer mehr Panzerwerke und auch andere Industrien in den Osten verlegt. Diese lagen außerhalb der Reichweite der deutschen Luftwaffe. In Bezug auf Umfang und Durchführung ist diese kriegsbedingte Evakuierung aus den Westen der Sowjetunion hinter den Ural und nach Sibirien in der Weltgeschichte beispiellos: In den ersten vier Kriegsmonaten (22. Juni – 15. Oktober 1941) wurden 8 Millionen Menschen, 2500 Industrieunternehmen sowie 1500 Kolchosen und Sowchosen verlagert. Nach Berichten des Volkskommissariats des sowjetischen Eisenbahnwesens wurden allein zwischen Juli und November 1941 2593 Industrieunternehmen in den Osten evakuiert, davon 1350 Unternehmen innerhalb der ersten drei Monate, darunter befanden sich 1523 Großfabriken. Die meisten Unternehmen wurden aus der Ukrainischen SSR (550 Unternehmen), aus der Region Moskau (498 Unternehmen), aus der Weißrussischen SSR (109 Unternehmen) und Leningrad (92 Unternehmen) evakuiert.
An den alten Standorten wurde bis zur letzten Minute mit der Montage der militärischen Ausrüstung fortgefahren. Der Befehl Nr. 1053 des Volkskommissariats für Luftfahrtindustrie vom 9. Oktober 1941 enthielt Anweisungen zur Evakuierung des Moskauer Werks Nr. 1. Gleichzeitig sollte die Produktion von MiG-3-Flugzeugen in Moskau bis Ende Oktober fortgesetzt werden, und bereits im November sollten 50 Flugzeuge dieses Typs an den Standorten des Kuibyschew-Luftfahrtwerks montiert werden. Aus demselben Auftrag geht hervor, dass die Produktion der MiG-3 und Il-2 in Kuibyschew, die Werke Nr. 31 (von Taganrog) in Tiflis, Nr. 301 in Nowosibirsk und Nr. 207 in Molotow (Kirow) angesiedelt werden soll. Rohstoff- und Komponentenströme wurden umgehend an die neuen Standorte der Unternehmen geleitet. Im Befehl des Volkskommissariats für Munition Nr. 567 ist festgelegt, wann, was und wohin transportiert werden soll und sogar in welcher Reihenfolge was geladen werden soll. Die Arbeiter mussten oft Handwerkzeuge mitbringen, da diese am neuen Standort möglicherweise nicht verfügbar waren. Das Entladen der Maschinen musste manuell erfolgen; teilweise war vor Ort keine Hebevorrichtung vorhanden. Neben den Unternehmen zogen auch Bauarbeiter los, um neue Werkstätten und Unterkünfte für die Evakuierten zu errichten.
Die Pläne zur Wiederherstellung der evakuierten Betriebe waren mit fast unbeschreiblichen Bedingungen verbunden, im Winter herrschten Temperaturen von 30 Grad unter Null. Während vor und nach dem Krieg hauptsächlich Russen in den Fabriken arbeiteten, wurden in Sibirien vermehrt Zwangsarbeiter eingesetzt, worunter sich auch viele Russlanddeutsche befanden. Stalin war beinahe jedes Mittel recht um den Krieg zu gewinnen, teilweise arbeiteten die Gefangenen deswegen über 16 Stunden pro Tag. Während die deutsche Rüstungsindustrie nach Kriegsbeginn bald mit einem Mangel an Stahl und anderen kriegswirtschaftlich wichtigen Gütern konfrontiert war, kamen diese Rohstoffe in der Sowjetunion direkt aus Sibirien. Schon im zweiten Kriegsjahr rollten täglich neue Panzer und andere Waffensysteme an die Kriegsfront.

## Folgen
Ohne diese Verlagerung wäre es der Sowjetunion höchstwahrscheinlich nicht oder erst viel zu spät möglich gewesen, einen wirksamen Gegenangriff gegen das Dritte Reich zu starten. Dies spielte also eine wichtige, vielleicht sogar entscheidende Rolle in dem sowjetischen Sieg über Deutschland und der Entstehung des Kalten Krieges.
Nach dem Krieg wurden die Fabriken stückweise wieder zurück in den Westen verlegt.